# 吉田美佳子
吉田 美佳子（よしだ みかこ、1999年（平成11年）3月30日 - ）は、日本の女優。
東京都出身。2014年にデビュー。
夫は元プロボクサーの大嶋宏成。

## 略歴、人物
中学3年時の2013年、初めて見た舞台『飛龍伝21』に衝撃を受けて役者を志す。放任主義の父親と、高校時代にモデルをしていた経験のある母親の賛同を得て、2014年にSmallportにスカウトされ事務所入りし、同年に舞台『つか版・忠臣蔵〜大願成就討ち入り篇〜』出演で女優デビュー。2015年公開の『罪の余白』に内野聖陽の娘役として出演し映画デビュー。
2018年に劇団扉座『リボンの騎士 -県立鷲尾高校演劇部奮闘記2018-』で舞台初主演、2019年のテレビドラマ『トクサツガガガ』のみやび役で注目される。2021年3月、デジタル・シングル『やっぱり』をリリースした。
2024年8月、同年3月30日に元プロボクサーの大嶋宏成と結婚したことを発表した。

## 受賞歴
- WEIBO Account Festival in Japan 2019 日中文化交流賞（2019年）[7]

## 出演

### テレビドラマ
- トクサツガガガ（2019年、NHK） - みやびさん（宮根奈津貴） 役
- パラレル東京（2019年、NHK）[6]
- トップナイフ-天才脳外科医の条件- 第6話（2020年、日本テレビ） - 木元佐代美 役
- ひきこもり先生（2021年、NHK） - 喜多川ゆい 役[8]
  - ひきこもり先生シーズン2（2022年、NHK）[9]
- 月曜プレミア8 内田康夫サスペンス浅見光彦（テレビ東京） - 吉田須美子 役
  - 軽井沢殺人事件（2022年2月28日）[10]
  - 源氏物語殺人事件（2022年12月12日）
- 家出娘（2022年、NHK）[11]
- インファイト 私の恋した刺青ボクサー (2024年、ショートドラマ&映画アプリ「mov」) -主役 吉澤美奈子役
- 嘘解きレトリック9話-実原依里 役(2024年12月2日、フジテレビ月9)

### 舞台
- つか版・忠臣蔵〜大願成就討ち入り篇〜（2015年）
- AZUMI 幕末編（2015年）
- バイトショウYOKOHAMA -青春篇-（2016年） - ユミ 役[12]
- RADIO311（2016年）[13]
- ReLIFE（2016年）[14]
- アタラ〜ALATA〜（2017年） - 千代姫 役[15]
- リボンの騎士 - 県立鷲尾高校演劇部奮闘記2018-（2018年） -  主役 池田マユミ 役[16]
- 新浄瑠璃新浄瑠璃 百鬼丸〜手塚治虫『どろろ』より〜（2019年） - ヒロイン 百鬼丸 役[5]
- フラガール-dance for smile-（2019年、2021年[17]）
- 幕末純情伝2024〜燃ゆる純情、幕末を駆ける〜(2024年) -ヒロイン 沖田総司 役

### 映画
- 罪の余白（2015年） - 安藤加奈 役
- エンジェルサイン 「故郷へ」（2019年）[6][18]
- 桜色の風が咲く（2022年） - 増田真奈美 役[19]
- 仕掛人・藤枝梅安 第一作（2023年） - お里 役
- 四十九 SeeK.1（2023年） [20]

### ミュージックビデオ
- ココロオークション 「星座線」（2017年）[1]

### CM
- 日本航空・コカ・コーラ（2021年）[21]
- ワークポート（2022年）[22]